# Zonsverduistering van 29 mei 1919

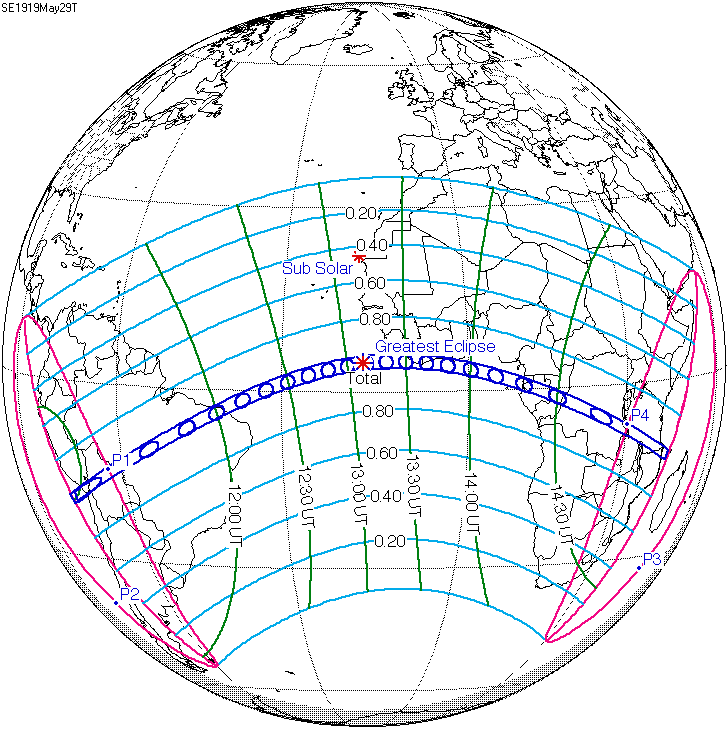
De zonsverduistering was te zien tussen de blauwe lijnen.

De totale zonsverduistering van 29 mei 1919 trok veel over land en was achtereenvolgens te zien in deze landen en gebieden:
- Zuid-Amerika: Peru, Chili, Bolivia, Brazilië;
- Afrika: Liberia, Frans-West-Afrika, Britse Goudkust, Fernando Poo, Annobón, Río Muni, Frans-Equatoriaal-Afrika, Belgisch-Congo, Duits-Oost-Afrika, Rhodesië, Nyasaland en Portugees-Oost-Afrika.

## Lengte

### Maximum
Het punt met maximale totaliteit lag in zee ca. 350 km uit de kust bij Monrovia in Liberia op coördinatenpunt 4.3862° Noord / 16.7076° West en duurde 6m50,7s.

### Limieten
| Fenomeen                    | Code | Tijdstip UTC  |
| --------------------------- | ---- | ------------- |
| Eerste contact bijschaduw   | P1   | 10:33:22.6 UT |
| Eerste contact kernschaduw  | U1   | 11:28:27.5 UT |
| Kernschaduw compleet vanaf  | U2   | 11:31:29.6 UT |
| Bijschaduw compleet vanaf   | P2   | 12:31:18.1 UT |
| Maximum eclips              | GE   | 13:08:35.1 UT |
| Bijschaduw compleet t/m     | P3   | 13:45:54.7 UT |
| Kernschaduw compleet t/m    | U3   | 14:45:43.1 UT |
| Laatste contact kernschaduw | U4   | 14:48:43.2 UT |
| Laatste contact bijschaduw  | P4   | 15:43:50.3 UT |